# ハルカ (SCANDALの曲)
「ハルカ」は、SCANDALの楽曲。2011年4月20日にエピックレコードジャパンから10枚目のシングルとして発売された。

## 概要
前作『Pride』より約2ヶ月という短期間でのリリース。
初回仕様のみ、「別冊『超SCANDAL』Vol.7」と『豆富小僧』ワイドキャップ・ステッカーを封入した通常盤に加え、「豆富小僧スペシャル・ミュージックビデオ」収録のDVDを付属した初回限定盤A、『「CUTE!」,SCANDAL meets シナモン』収録のDVDを付属した初回限定盤Bの3形態で発売。それぞれグリーティング・イベントの参加券を共通封入。また、タワーレコード購入特典として先着でステッカーがプレゼントされた。
本作の発売を記念し、2011年4月20日にニコニコ動画とのコラボ企画『SCANDAL SUMMIT』が生放送された。

## 収録曲
1. ハルカ [5:05]
（作詞：HARUNA、田中秀典　作曲：田中秀典　編曲：川口圭太）
ワーナー・ブラザース映画配給アニメ映画『豆富小僧』主題歌。
卒業シーズンに合わせ、「別れと旅立ち」をテーマとした歌詞になっており、サウンド面ではストリングスがフィーチャーされている[6]。
2. サティスファクション [3:08]
（作詞：TOMOMI、JUNKOO、篤志　作曲：JUNKOO、篤志　編曲：川口圭太）
『Microsoft Windows 8』CMソング。
3. Want you [3:52]
（作詞・作曲：MAMI　編曲：川口圭太、SCANDAL）
'ギターへの恋'がテーマとなっている[7]
4. ハルカ（Instrumental）

## 収録アルバム
ハルカ
- 豆富小僧 オリジナル・サウンドトラック（Special Ver.）
- BABY ACTION
- SCANDAL SHOW

サティスファクション
- ENCORE SHOW
- SCANDAL

Want you
- ENCORE SHOW